# Lawson Sabah
Lawson Sabah, född 2 april 1997 i Kumasi, är en ghanansk fotbollsspelare som spelar för AFC Eskilstuna.

## Klubbkarriär

### Inter Allies
Sabah inledde sin karriär i ghananska fotbollsklubben Inter Allies i ghananska högstaligan, Ghana Premier League. Under våren 2015 tog han en fast plats i startelvan och spelade regelbundet 90 minuter fram till övergången till IFK Göteborg.

### IFK Göteborg
I december 2014 meddelade IFK Göteborg att de hade värvat två spelare från International Allies, Lawson Sabah och Prosper Kasim. Sabahs avtal på fyra och ett halvt år började dock inte gälla förrän sommaren 2015 då han fyllt 18 år, men han skulle fram till dess träna med klubben. Övergången dröjde dock då spelarna ännu inte hade genomgått läkarundersökning och övergångsavtalet ännu inte var färdigt. Både spelarna blev till slut klara för klubben i mars innan övergångsfönstret stängde. Sportchef Mats Gren beskrev Sabah som en mix av May Mahlangu och Daniel Amartey. Gott driv, snabb och ruskigt aggressiv både offensivt och defensivt. Han satt på bänken vid flera tillfällen under sin första säsong i Allsvenskan, dock utan att göra något inhopp. Istället spelade han vid flera tillfällen för U19- och U21-lagen och var med och tog guld i U19-allsvenskan.
Den 15 maj 2016 fick Sabah sin första minut i Allsvenskan då han i den 89:e minuten byttes in mot Sebastian Eriksson i förlustmatchen borta mot Östersunds FK. Efter fler inhopp under säsongen fick han i Sebastian Erikssons frånvaro den 28 augusti 2016 chansen från start hemma mot Helsingborgs IF. Efter 72 minuter på plan byttes 19-åringen ut till stående ovationer från hemmapubliken. Sabah fick nästa chans från start i mötet med Kalmar FF den 2 oktober. Dessvärre hade spelaren en tuff match och byttes ut redan i halvtid. I säsongens sista match fick Sabah chansen från start igen och gjorde sitt första mål för klubben. Totalt gjorde spelaren 11 framträdanden i Allsvenskan under 2016 varav tre från start.
Efter endast två inhopp under den första halvan av den allsvenska säsongen 2017 lånades spelaren ut till Varbergs BoIS i svenska Superettan under resterande delen av säsongen. Sabah gjorde sin debut i Varbergströjan då han spelade 90 minuter i förlustmatchen borta mot Gefle IF.
I april 2018 lånades Sabah ut till division 1-klubben Linköping City på ett låneavtal över säsongen 2018. I januari 2019 förlängdes utlåningen över säsongen 2019. I december 2019 förlängdes utlåningen fram till sommaren 2020.

### AFC Eskilstuna, Västerås SK och Piteå IF
I december 2020 värvades Sabah av AFC Eskilstuna, där han skrev på ett tvåårskontrakt. I augusti 2021 lånades Sabah ut till Västerås SK på ett låneavtal över resten av säsongen.
I januari 2023 värvades Sabah av Piteå IF. Han spelade fem matcher för klubben i Ettan Norra. I februari 2024 återvände Sabah till AFC Eskilstuna.

## Landslagskarriär
Lawson Sabah har representerat Ghanas landslag på U17-nivå.

## Klubbstatistik
| Klubb                                                    | Säsong            | Inhemsk liga      | Inhemsk liga | Inhemsk liga | Nat. täv. | Nat. täv. | Internat. täv. | Internat. täv. | Totalt | Totalt |
| Klubb                                                    | Säsong            | Serie             | SM           | Mål          | SM        | Mål       | SM             | Mål            | SM     | Mål    |
| -------------------------------------------------------- | ----------------- | ----------------- | ------------ | ------------ | --------- | --------- | -------------- | -------------- | ------ | ------ |
| Inter Allies                                             | 2015              | Premier League    | 10           | 0            | 0         | 0         | 0              | 0              | 10     | 0      |
| Inter Allies                                             | Totalt i klubblag | Totalt i klubblag | 10           | 0            | 0         | 0         | 0              | 0              | 10     | 0      |
| IFK Göteborg                                             | 2015              | Allsvenskan       | 0            | 0            | 1         | 0         | 0              | 0              | 1      | 0      |
| IFK Göteborg                                             | 2016              | Allsvenskan       | 11           | 1            | 1         | 0         | 0              | 0              | 12     | 1      |
| IFK Göteborg                                             | 2017              | Allsvenskan       | 2            | 0            | 2         | 0         | 0              | 0              | 4      | 0      |
| IFK Göteborg                                             | Totalt i klubblag | Totalt i klubblag | 13           | 1            | 4         | 0         | 0              | 0              | 17     | 1      |
| Varbergs BoIS (lån)                                      | 2017              | Superettan        | 11           | 0            | 0         | 0         | 0              | 0              | 11     | 0      |
| Varbergs BoIS (lån)                                      | Totalt i klubblag | Totalt i klubblag | 11           | 0            | 0         | 0         | 0              | 0              | 11     | 0      |
| Antal matcher och mål är korrekt per den 15 augusti 2017 |                   |                   |              |              |           |           |                |                |        |        |